# Comprexlader

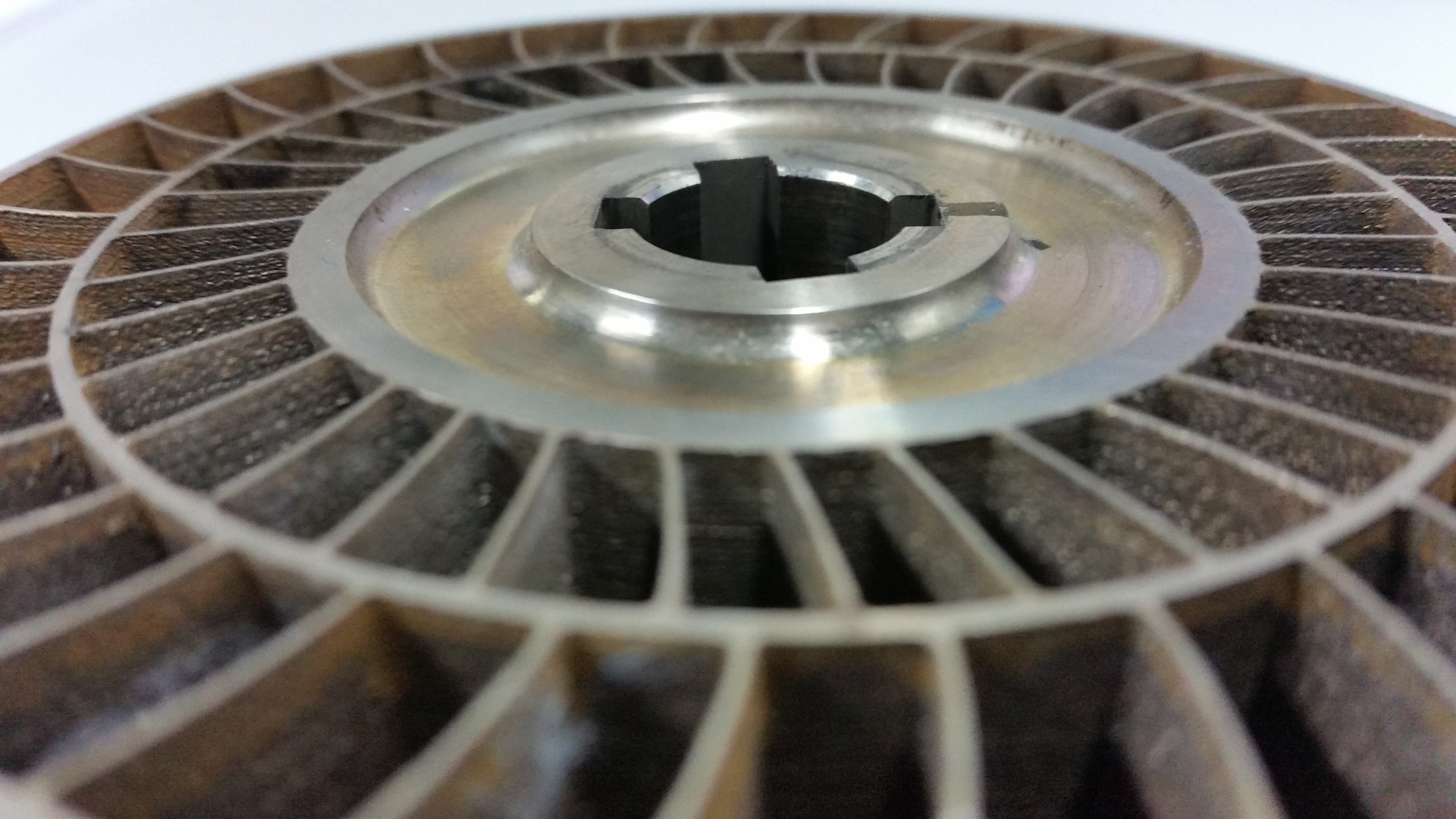
Zweireihiges Zellenrad eines Druckwellenladers

Der Comprexlader (auch Druckwellenlader genannt) ist eine Bauart der Motoraufladung von Otto- und Dieselmotoren.

## Aufbau und Funktionsprinzip

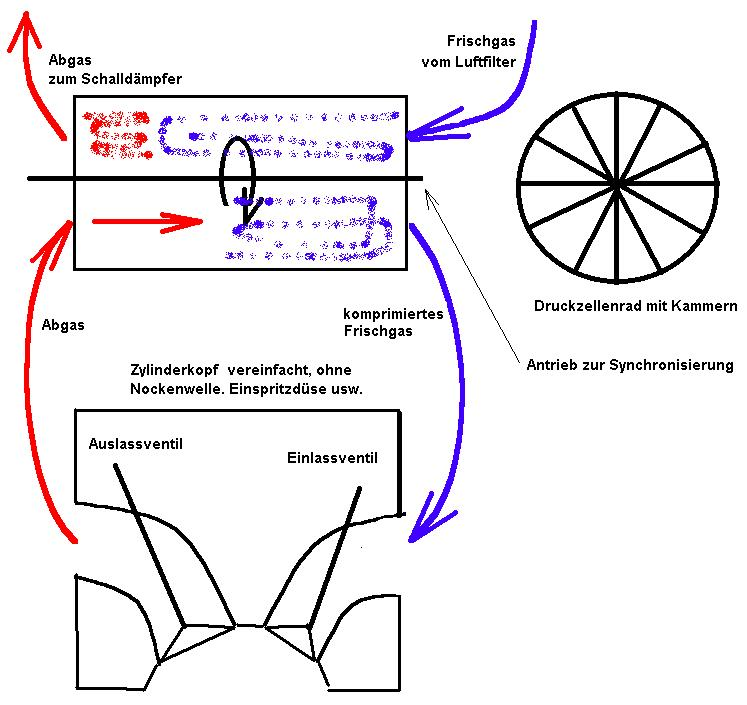
Prinzip der Comprex-Aufladung eines Dieselmotors

Der Lader besteht aus einem zylinderförmigen Gehäuse (Mantelgehäuse), in welchem sich ein Zellenrad dreht, und Gehäusen mit einem oder mehreren Ein- und Auslässen für heiße Abgase (Abgasgehäuse) und Frischluft (Frischluftgehäuse) auf jeder Stirnseite des Mantelgehäuses. Diese drei grundlegenden Gehäuseteile werden zu einer Einheit verschraubt.
Das Zellenrad wird über einen Keil- oder Zahnriemen mechanisch angetrieben und läuft mit einer höheren Drehzahl als die Kurbelwelle des Verbrennungsmotors (typischerweise 3:1). Auch Varianten mit elektrisch angetriebenem Rotor stehen inzwischen zur Verfügung. Da die optimale Drehzahl für das Zellrad bei langsam drehender Kurbelwelle eher bei 5:1 liegt, ist dies von Vorteil. Somit kann der elektrische Antrieb die Rotordrehzahl besser an die Kurbelwellendrehzahl anpassen als ein Riementrieb mit fixer Übersetzung. Auch ist der Einbauort flexibler wählbar als bei einem Riemenantrieb. Der Lader kann auch schräg oder senkrecht positioniert werden. Der Rotor ist mit dauergeschmierten Rollenlagern gelagert, die bei den älteren Generationen beide im Luftgehäuse untergebracht sind (Rotor fliegend gelagert). Die neuste Variante des Comprex hat ein wassergekühltes Gasgehäuse, das es ermöglicht, dort ein Lager einzusetzen, wodurch konstant kleine Spiele zwischen Rotor und Gehäuse möglich sind. Der Rotor besteht bei dieser Variante aus zwei Hälften, welche die Wärmeausdehnung der Bauteile durch einen kleinen Spalt in der Mitte ermöglichen. Alle früheren Probleme, diese für den Wirkungsgrad äußerst wichtigen Spiele kleinzuhalten, ohne dass der Rotor anstreift, sind damit zuverlässig gelöst. Insbesondere gilt das auch für Kaltstartproblem bei Ottomotoren mit Comprexladern, die wegen der heißeren Abgase größere Wärmedehnungen des Rotors verursachten und daher mit größerem Rotorspiel ausgestattet werden mussten. Auch die Nachentzündung von heißen Abgasen bei zur Abgaskühlung angefettet (Lambda=0.75) laufenden Ottomotoren im Abgastrakt ist dank der Wasserkühlung Vergangenheit. Da die neue Abgas-Gesetzgebung allerdings durchweg einen stöchiometrischen Lambda=1 Betrieb vorsieht, hat sich dieser Punkt praktisch erledigt. Aber die aus dem stöchiometrischen Betrieb des Motors resultieren hohen Abgastemperaturen machen der neuen Ladergeneration dank der Wasserkühlung nichts aus, und auch die mechanische Haltbarkeit bei Comprex-Ladern ist hoch, da die Umfangsgeschwindigkeiten des Läufers mit 80–100 m/s weit unter denen eines Turboladers liegen, die inzwischen Umfangsgeschwindigkeiten von 550 m/s erreichen. Zudem haben Messungen gezeigt, dass allein die Anwesenheit eines Comprex-Laders dazu geführt hat, dass die Abgastemperaturen um bis zu 80 °C gesunken sind im Vergleich zu einem baugleichen Turbomotor.
Der Ladedruckaufbau geschieht mithilfe der Energie der einströmenden Auspuffgase. Die Abgase werden jeweils in eine einzelne oder mehrere Zellen des Zellenrades gelenkt und komprimieren die darin befindliche Frischluft (Prinzip eines Drucktauschers). Durch eine passende Position der Ein- und Auslassöffnungen am Gehäuse des Zellenrades wird bewirkt, dass der Auspuff-Druckstoß eine Frischluftpartie in einer jeweils gerade angesteuerten Zelle verdichtet. Dann wird durch Weiterdrehen des Zellenrades der Frischluftdruck in der Zelle gehalten, und kurz darauf wird die so verdichtete Luft dem Ansaugtrakt zugeführt. Um einem weit verbreitetem Irrtum vorzugreifen, dass der Comprex seine Druckwellen vom Motor bekommt, sei hier bemerkt, dass der Comprex sich seine Druckwellen selbst generiert in dem Moment, in welchem eine Zelle durch Weiterdrehen vom Niederdruckteil mit Frischluft bestückt vor den unter hohem Druck stehenden Abgaskanal kommt. Es ist zwar richtig, dass Druckstöße vom Motor kommen, diese sind aber für den sauberen Betrieb des Laders nicht nötig oder schlimmstenfalls sogar hinderlich. Der Lader kann auch auf einem Turboladerprüfstand mit konstant strömendem Heissgas betrieben werden. Allerdings muss dieser mit einem Roots-Gebläse ausgestattet werden, das die Ladeluft dem Zylinder zuführt, um einen Betrieb ähnlich dem Motorbetrieb zu garantieren. Ist dies nicht möglich, kann man auch ohne Rootsgebläse messen, muss aber die Konsequenzen dieses Betriebes kennen.
Der Antrieb des Zellenrades überträgt im Gegensatz zu einem Kompressor oder Roots-Gebläse keine mechanische Energie zum Druckaufbau und muss außer der Lagerreibung keine Kräfte überwinden; es geht beim Antrieb des Comprex-Zellenrades nur um eine Drehzahlsynchronisation, um die gasdynamischen Vorgänge im Lader zu takten. Die Druckwellen müssen immer im richtigen Moment an einem bestimmten Ort im Lader ankommen, damit schließlich eine Saugwelle entsteht, welche die Abgase aus der Rotorzelle herausbefördert und Frischluft in die betreffende Zelle hineinzieht. Diese steht dann für die nächste Kompression zur Verfügung. Üblicherweise kann ein Rotor im Automotive-Bereich aus Platzgründen (die Anschlussleitungen sind hinderlich) zwei gasdynamische Zyklen pro Umdrehung bedienen, bei größeren Ladern für zum Beispiel schnelllaufende Dieselmotoren mit 1000 kW und mehr können es auch drei oder vier Zyklen sein. Typische Rotordurchmesser beginnen bei 70 mm und können über 200 mm erreichen. Als Faustregel gilt, dass Rotordurchmesser und -länge gleich sind.
Der Comprexlader erhält die Energie zum Druckaufbau der Ladeluft durch das Abgas. Er ist ein Strömungswiderstand im Abgasstrang ähnlich einem Turbolader und generiert damit eine sogenannte Aufstaufläche, aus der ein Druckanstieg zwischen Motor und Lader resultiert. Analog zum Turbolader generiert eine große Aufstaufläche wenig Druck und umgekehrt. Zur Regelung des Ladedruckes hatten die Comprexlader von BBC/ABB wie Turbolader ein Wastegate-Ventil, durch das überschüssiges Abgas abgeblasen werden konnte. Neuere Lader haben sogenannte variable Gastaschen; dies sind Vertiefungen im Abgasgehäuse, durch die das Abgas normalerweise in Richtung Luftgehäuse umgelenkt wird. Bei den neueren Generationen sind diese Taschen auch mit dem Abgasstrang vom Motor her verbunden und können mittels eines Walzenventils mehr oder weniger geöffnet werden. Daraus resultiert analog zu einer Variablen Turbinengeometrie (VTG) beim Turbolader auch eine mehr oder weniger große Aufstaufläche, mit der der resultierende Ladedruck sehr genau und schnell geregelt werden kann. Mit diesem Typ Lader ist es auch möglich, die Leistung von Ottomotoren über weite Strecken bei voll geöffneter Drosselklappe zu regeln. 

## Geschichte
Entwickelt wurde der Comprexlader in den 1970er und 1980er Jahren von Brown, Boveri & Cie. in Baden (Kanton Aargau in der Schweiz).
Comprexlader wurden ab 1985 für kurze Zeit beim Hersteller Opel bei den letzten Senator-Diesel-Modellen eingebaut. Zu dieser Zeit hatten andere Hersteller auch schon Turbo-Diesel-Motoren im Verkaufsprogramm, sodass Opel mit seinem 2,3-l-Saugdiesel, der nur 71 PS (52 kW) leistete, nicht mehr konkurrenzfähig war. Das Dieselmotorangebot wurde weiter ausgebaut: Im Modelljahr 1984 kam die 86 PS (63 kW) starke Turbovariante hinzu, die auch im Senator erhältlich war. Ab 1985 gab es als technische Besonderheit den 2,3-Liter-Comprex-Diesel mit 95 PS (70 kW) als Option. Den Senator Comprex-Diesel gab es ausschließlich mit einem 5-Gang-Schaltgetriebe. Hersteller laut Typenschild war jedoch nicht Opel, sondern Irmscher.
Es wurden nur geringe Stückzahlen gefertigt.
Die Drehmomentkurve lässt den Vorteil des Comprexladers gegenüber dem Turbolader erkennen: anders als beim Turbolader setzt der Ladedruck schon bei niedrigsten Drehzahlen und vor allem verzögerungsfrei ein, da das Beschleunigen der Abgasturbine entfällt. Es wird eine energiesparende Fahrweise mit niedrigen Drehzahlen ermöglicht.
Der erste Comprexlader hatte die Eigenart, dass von den gleich großen Zellen ein singender, von manchen Kunden als unangenehm empfundener Ton erzeugt wurde, dessen Tonhöhe der Drehzahl folgte. Abhilfe brachte ein neues Zellenrad, das nicht mehr aus Zellen, sondern aus einem Paket Röhren mit unterschiedlichen Durchmessern bestand. Da der Lader aus dünnwandiger Keramik gefertigt wurde, verteuerte sich dadurch die Herstellung.
BBC fand mit dem Comprexlader bei den Fahrzeugherstellern in Europa nicht die gewünschte Resonanz; es gab nach der Fusion von BBC mit ASEA zu ABB auch kein neues Geld für dieses Projekt. Das System wurde daraufhin an Mazda verkauft, wo man im Modell 626 von 1988 bis 1997 einen Comprex-geladenen 2,0-l-Dieselmotor einbaute, der es auf eine Leistung von 55 kW (75 PS) brachte. Der 2,0-l-Saugdiesel leistete im Vergleich 44 kW (60 PS).
1996 wurde von Greenpeace der Twingo Smile der Öffentlichkeit vorgestellt. Dieser Prototyp auf Basis des Renault Twingo hatte einen 358 cm³ großen Ottomotor mit Comprexlader. Der Motor leistete 40 kW (55 PS), was eine spezifische Leistung von 154 PS pro Liter Hubraum ergibt. Der Twingo Smile verbrauchte unter 3,3 l Kraftstoff pro 100 km, das ist ungefähr halb so viel wie das ursprüngliche Fahrzeug mit seinem veralteten Stoßstangenmotor.
Federführend bei dieser Entwicklung war die Firma swissauto Wenko AG in Burgdorf (Schweiz), welche 2008 auch ein Demo-Fahrzeug auf Basis eines VW Golf V mit dem selbstentwickelten Hyprex-Druckwellenlader aufbaute. Der Motor (ein EA111) hatte 1000 cm³ und leistete 110 kW (150 PS); vor allem das sofort verfügbare Drehmoment von 210 Nm bei 1.250/min konnte die Testfahrer beeindrucken. Auch sollte 2012 eine größere Variante des Laders in den AMG Mercedes A45 eingebaut werden, aber die bestehenden Kinderkrankheiten des Hyprex führten zum Abbruch des Projektes. Der Name Hyprex ist eine Mischung aus Hybrid und Comprex, da das Hauptmerkmal ein elektrischer Antrieb ist. Zudem hat dieser Lader noch eine verdrehbare Kulisse der Steuerkanten im Luftgehäuse und die angesprochenen variablen Gastaschen.

## Vor- und Nachteile
Der Comprexlader erhöht den Wirkungsgrad, weil er dem Abgas Nutzenergie entnimmt, die anderenfalls verlorengehen würde.
Die Abgase übertragen den Druck ohne Verzögerung auf die Frischluft, was zur Folge hat, dass es beim Comprexlader kein „Turboloch“ gibt, sondern der Ladeeffekt direkt einsetzt. Der Lader hat im Gegensatz zum Turboladerverdichter keine Pumpgrenze und kann bereits bei kleinen Durchsätzen vergleichsweise hohe Ladedrücke bereitstellen. Da der Lader auch nicht auf eine höhere Drehzahl gebracht werden muss, um einen größeren Ladedruck zu erzeugen, ist er für Höhenaufladung gut geeignet. Betreffend den CO2 und Schadstoffausstoß können folgende Vorteile geltend gemacht werden: Der Motor sieht in der Regel einen kleineren Gegendruck als bei einem Turbomotor. Dies bedeutet einen kleineren Kraftstoffverbrauch aufgrund der verringerten Kolbenausschiebearbeit.
Wegen der hohen Durchzugskraft bei niedrigen Drehzahlen kann der Motor sehr schaltfaul bei höheren Lasten, also bei Ottomotoren mit weit geöffneter Drosselklappe betrieben werden, was ebenfalls Kraftstoff spart. Hohe Ladedrücke passen auch gut zu Gasmotoren, da das verwendete Methangas in der Regel sehr hohe Oktanzahlen (bis 130) aufweist. Beim mit Benzin betriebenen Motor können der 3-Wege-Katalysator und der Partikelfilter zwischen Motor und Lader angebracht werden. Dies ist ein Vorteil, wenn man bedenkt, dass gerade beim Kaltstart die allermeisten schädlichen Emissionen entstehen, bis der Katalysator seine Arbeitstemperatur erreicht hat. Bei einer Anordnung unmittelbar nach Motor wird der Katalysator schneller warm, und die Emissionen verringern sich entsprechend. Damit ist der Comprex sehr gut zum Downsizing von Ottomotoren geeignet und ergänzt die Turbolader insbesondere bei kleinen Motoren unter 1,5 Liter. Turbolader tun sich bei diesen kleinen Hubräumen schwer, da die kleinen Lader eher schlechte Wirkungsgrade haben und dies mangels Drehmoments des kleinen Basismotors besonders stark ins Gewicht fällt (Anfahrschwäche). Ein weiterer Vorteil ist die Dauerschmierung der Lager, womit die üblichen Probleme mit dem Motorenöl von Turbomotoren wegfallen. Zudem braucht ein Comprex-Motor keine aufwendige Auspuffanlage mit großen Schalldämpfern, der Lader schluckt bereits Schall. Vorteil hierbei ist ein geringerer Platzbedarf der Auspuffanlage einhergehend mit weniger Gewicht und Kosten.
Zu den Nachteilen zählt, dass der Comprexlader relativ schwer auf einen Motor abzustimmen ist, was die Entwicklung sehr teuer und aufwendig macht, allerdings nur sofern man nur auf Prüfstandergebnisse angewiesen ist. Alle gängigen Motorkreisprozessprogramme verfügen inzwischen über ein Druckwellenladermodul, sodass der Lader schon sehr gut anhand solcher Simulationen ausgelegt werden kann. Interessant ist noch der Umstand, dass es sich hierbei um vollständig physikalische Modelle handelt und ein beliebiger Lader somit im Gegensatz zum Turbolader ohne gemessene Kennfelder simuliert werden kann.
Des Weiteren ist der Comprexlader sowohl abgas- als auch frischluftseitig gegendruckempfindlich, sodass bereits kleine Veränderungen im Ansaug- (verschmutzter Luftfilter) oder Abgassystem (Schnee im Auspuff) Auswirkungen nach sich ziehen können. Durch solche Fehler hatte man oft das Problem der ungewollten Abgasrückführung, was der Motor mit starkem Stottern und Verschlucken quittierte. Solche Effekte können aber bei der neuen Ladergeneration durch gewisse Maßnahmen weitgehend verhindert werden. Weil Abgas- und Frischluftseite im Zellrotor nicht getrennt ist, musste früher für den Anlassvorgang bei extrem langsam drehendem Zellrotor sichergestellt sein, dass keine Abgase in den Ansaugkanal gelangten, da sonst ein Anlassen unmöglich wurde. Die erforderlichen Maßnahmen wie eine elektromagnetisch betätigte Klappe machten das System komplizierter, anfälliger und teurer. Mit einem elektrisch angetriebenen Lader ist dieses Problem allerdings gelöst, da während des Anlassens des Motors schon eine viel höhere Rotordrehzahl eingestellt werden kann, die das Startproblem vermeidet. Der hierfür nötige E-Motor und das Steuergerät sind heutzutage günstig zu erhalten und sehr zuverlässig.